# Ilha de Hornos
A ilha de Hornos é uma ilha desabitada do sul do Chile pertencente ao arquipélago das ilhas Hermite, na Terra do Fogo. É famosa por conter o Cabo Horn. É a mais meridional das ilhas costeiras do Chile, e mais a sul, mas afastadas, ficam as ilhas Diego Ramírez.

## Meteorologia
- Temperatura média: 5,3 °C
- Temperatura máxima: 20,5 °C (fevereiro de 1996)
- Temperatura mínima: -14,5 °C (junho de 1992)
- Humidade relativa media: 86,4 %
- Direção do vento, média: 264°
- Intensidade máxima, média: 84 nós
- Intensidade máxima registada: 150 nós (janeiro de 2008, foto[ligação inativa])
- Pluviosidade (média anual): 697,5 mm
- Pluviosidade do ano mais chuvoso: 1263,2 mm (1990)

## Referências

Mapa das ilhas Hermite, incluindo a ilha de Hornos